# نجات اجزاجی‌باشی
نجات اجزاجی‌باشی (به انگلیسی: Nejat Eczacıbaşı) (زاده ۵ ژانویه ۱۹۱۳) کارآفرین، شیمی‌دان و نیکوکار ترکیه‌ای است، که در سال ۱۹۴۲ شرکت اجزاجی‌باشی هولدینگ را تأسیس نمود.